# Dirk Ippen

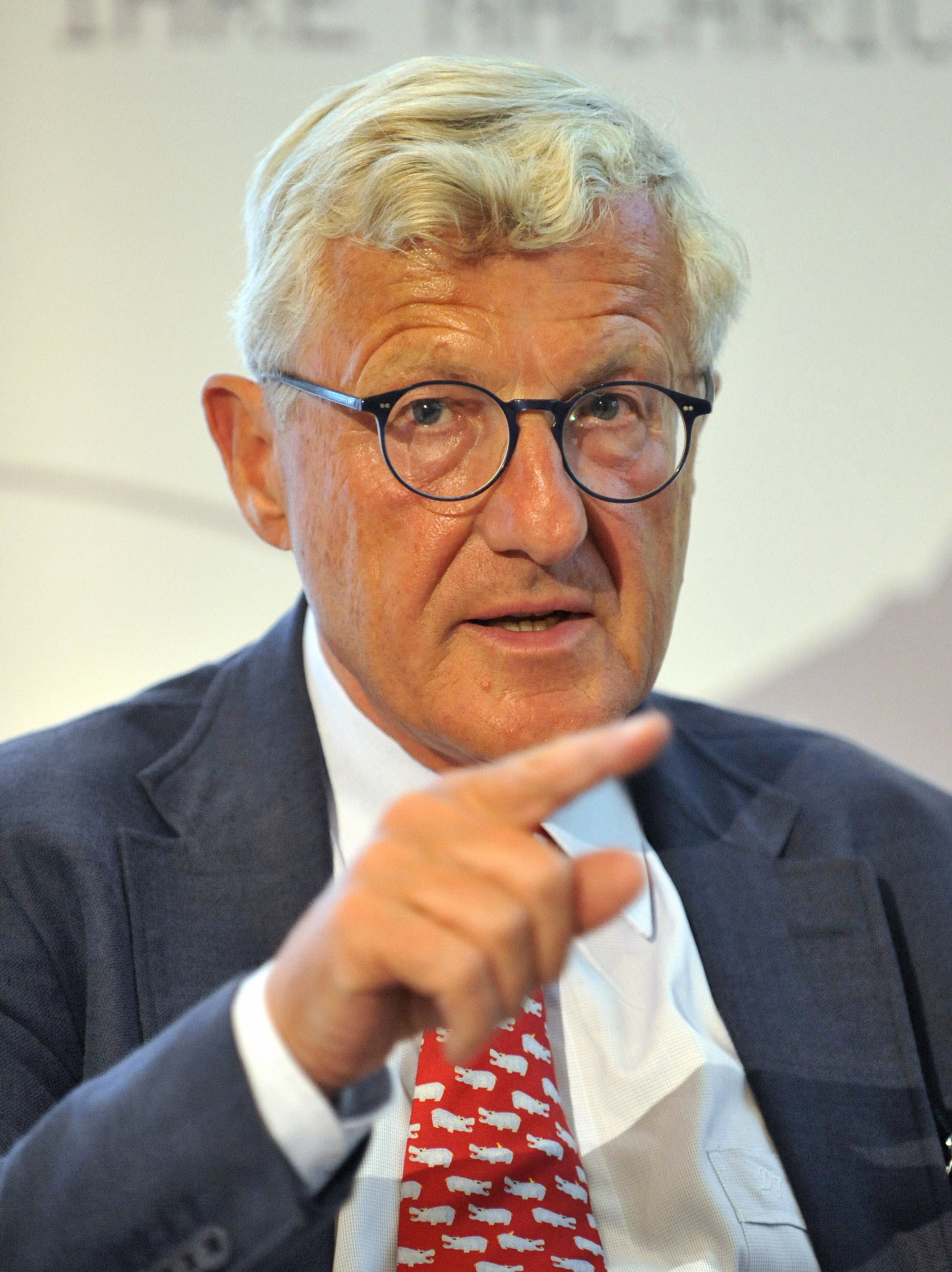
Dirk Ippen (2009)

Dirk Ippen (* 13. Oktober 1940 in Rüdersdorf bei Berlin) ist ein deutscher Zeitungsverleger. Seine Verlagsgruppe bildet die fünftgrößte Zeitungsgruppe in Deutschland und umfasst vornehmlich regional verbreitete Tageszeitungen und Anzeigenblätter. Ippen ist u. a. Mehrheitseigner des Zeitungsverlages F. Wolff & Sohn, der Zeitungsholding Hessen, der Westfälischer Anzeiger Verlagsgesellschaft, des Münchner Merkur und der tz.

## Leben
Ippen ist der Sohn des Kaufmanns und früheren WAZ-Mitverlegers Rolf Ippen und dessen zweiter Ehefrau Käthe Ippen. Er wurde in Rüdersdorf geboren, wo sein Vater Direktor von Preussag war. Nach dem Krieg wuchs er in Westfalen auf. Nach seinem Abitur am Burggymnasium Essen nahm er 1960 das Studium der Rechtswissenschaft in Freiburg auf, welches er in Hamburg und Münster fortführte und 1963 mit dem ersten Staatsexamen abschloss; 1967 promovierte er zum Dr. jur. Ippen lebt in Gräfelfing im Landkreis München.
Ippen stieg 1968 zunächst als Juniorpartner des Verlegers Otto Woßidlo beim Verlag des Westfälischen Anzeigers in Hamm ein und wurde dessen Geschäftsführer. Von 1972 bis 1977 war er zusätzlich Chefredakteur der Zeitung. Später sprach er sich jedoch für eine Trennung von publizistischer und kaufmännischer Leitung aus.
In den folgenden Jahren konzentrierte sich Ippen auf eine Expansionsstrategie. Er erwarb kleine bis mittlere Tageszeitungen vor allem in Niedersachsen und Hessen; z. B. 1971 die Kreiszeitung Syke, 1974 die Offenbach-Post, 1977 den Gronauer Zeitungsverlag F. Wolff & Sohn mit der Leine-Deister-Zeitung. 1982 erwarb er die Mehrheitsanteile der Münchener Zeitungsverlag GmbH mit dem Münchner Merkur sowie der tz und zog in dieser Zeit auch selbst nach München. Die Zeitungen der Ippen-Gruppe hatten 1986 in Summe eine Auflage von mehr als 600.000. Ippen führte sie dezentral und überließ die Leitung der einzelnen Blätter Führungskräften und Journalisten, die in der jeweiligen Region verwurzelt waren. Vorübergehend expandierte er auch ins Ausland, indem er 1988 die Eagle Times aus Claremont im US-Bundesstaat New Hampshire kaufte. In der Wendezeit in der DDR, noch vor der Wiedervereinigung, gründete er die Altmark Zeitung und den Oranienburger Generalanzeiger.
2002 erwarb Ippen gegen eine Minderheitenbeteiligung an seiner Verlagsgruppe das Medienhaus Dierichs in Kassel, dessen bekanntester Titel die in Nordhessen und Südniedersachsen verbreitete Hessische/Niedersächsische Allgemeine ist. Dieser Erwerb sorgte für einiges Aufsehen in der Medienwelt. Der frühere Eigentümer – die Dierichs-Gruppe – hatte kurz zuvor die mehrheitlichen Gesellschafteranteile am Verlagshaus MB-Media erworben. MB-Media gibt die meisten Anzeigenblätter in Nordhessen heraus, einst durch den Kleinanzeigen- und Werbemarkt ein starker Printkonkurrent in dieser Region. Als die Familie Dierichs den Verlag an Ippen verkaufte, ging MB-Media an die Anzeigengruppe Nord-Ost-Hessen (AZGN) – die wird von Ippens Neffen Daniel Schöningh geführt. Ippens Zeitungsholding Hessen kaufte 2018 von der Fazit-Stiftung die Frankfurter Societäts-Medien GmbH mit u. a. Frankfurter Rundschau und Frankfurter Neue Presse. Im November 2019 veröffentlichte Ippen im Societäts-Verlag seine Autobiografie Mein Leben mit Zeitungen.

## Unternehmen
Zu den Zeitungen, die er vollständig besitzt oder bei denen er einen wesentlichen Anteil des Kapitals hält, gehören unter anderem:
- Münchner Merkur
- tz, München
- Oberbayerisches Volksblatt
- Frankfurter Rundschau, Frankfurter Neue Presse (RheinMain.Media-Gruppe)
- Offenbach-Post (seit 2005 100 %) mit Hanauer Anzeiger
- Gießener Allgemeine und Gießener Anzeiger (Mittelhessisches Druck- und Verlagshaus)
- Hersfelder Zeitung (Hessen) – der Verlag gehört nicht Ippen, wird aber mit dem Mantel der HNA beliefert
- Hessische/Niedersächsische Allgemeine, Kassel
- Westfälischer Anzeiger, Hamm und damit die in der Arbeitsgemeinschaft westfälischer Tageszeitungen zusammengeschlossenen und vom Westfälischen Anzeiger mit dem überregionalen Mantel als Kopfblatt belieferten Zeitungen:
  - Märkischer Zeitungsverlag (u. a. Altenaer Kreisblatt, Lüdenscheider Nachrichten, Meinerzhagener Zeitung)
  - Soester Anzeiger (40 %)
- Leine-Deister-Zeitung (Niedersachsen)
- Kreiszeitung Syke (50,9 %), angeschlossen an Rotenburger Kreiszeitung
- Allgemeine Zeitung der Lüneburger Heide (Uelzen, Niedersachsen)
- Altmark-Zeitung (70 %)
- Fehmarnsches Tageblatt

Hinzu kommen über 20 Anzeigenblattverlage mit knapp 100 Anzeigenzeitungen bei einer wöchentlichen Auflage von mehr als fünf Millionen Exemplaren und Druckereien. Zumeist erscheinen die Anzeigenzeitungen im Erscheinungsgebiet einer von Ippen geführten Tageszeitung.
Nach der Wende setzte sich Ippen für die Gründung des Oranienburger Generalanzeigers ein, der mit Wirkung vom 1. Januar 2011 inklusive der Anzeigenzeitungen Märker und Brandenburger Wochenblatt an die Märkische Oderzeitung in Frankfurt (Oder) verkauft wurde.
Deutschsprachige Blätter im Ausland:
- Costa del Sol Nachrichten
- Costa Blanca Nachrichten
- Costa Cálida Nachrichten

Darüber hinaus ist Ippen direkt und indirekt an elektronischen Medien und Internetportalen beteiligt. 2003 gründete Ippen gemeinsam mit der Verlagsgruppe Holtzbrinck und der WAZ-Mediengruppe die ISA GmbH & Co. KG, 2008 umbenannt in Markt Gruppe GmbH & Co. KG. Diese Holding ist auf Anzeigenportale im Internet spezialisiert und betreibt unter anderem das Anzeigenportal Markt.de. Zudem ist er mehrheitlich an der Lokalnachrichten-Website „LocalXXL.com“ beteiligt.
Außerdem hält Ippen Anteile an zwei Telefonbuchverlagen in Baden-Württemberg. In den vergangenen Jahren hat er zunehmend Verwandte an wichtigen Positionen der Verlagsgruppe platziert. Oft halten diese eigene Medienanteile, um kartell- oder wettbewerbsrechtliche Probleme zu vermeiden. Dirk Ippen hat inzwischen die Hälfte seiner Verlagsgruppe auf seinen Neffen Daniel Schöningh, den langjährigen Mitarbeiter der Gruppe Harald Brenner und auf seinen ältesten Sohn, Jan Ippen, übertragen. 2006 gründete er die Ippen Digital GmbH & Co. KG, die eine Software entwickelte, um alle Portale der Ippen-Gruppe mit einem einheitlichen Content-Management-System zu betreiben. 2011 gründete er die Ippen Digital Media GmbH. Diese ist eine unter anderem von Benjamin Marx und Markus Knall geleitete vernetzte Fachagentur, die digitale Inhalte erarbeitet, Content-Strategien für Unternehmen erstellt und Internet-Texte verfasst.
Beim Westfälischen Anzeiger in Hamm war Ippen zeitweise neben Geschäftsführer und Herausgeber auch Chefredakteur. Er unterhielt  eine Art Web-Log, in dem er Kolumnen sammelte, die zuvor in seinen Zeitungen abgedruckt waren. Ippen vertrat in den Texten marktliberale und gesellschaftlich konservative Positionen. Wie ich es sehe wird seit Ende 2007 nicht weitergeführt, die Beiträge erscheinen nur noch gedruckt. Eine Tochtergesellschaft des Anzeigers ist die Westfälische Werbegesellschaft für privaten Rundfunk (WWR), zu dem die Lokalsender Radio Lippewelle Hamm, Hellweg Radio, Radio MK und Radio Kiepenkerl gehören.
Daneben hat Ippen Eigentum an Buchverlagen erworben, so gehört ihm seit 2011 der Kunstbuchverlag Hirmer.
Am 1. Dezember 2023 ging die Belegschaft der Frankfurter Rundschau in den Warnstreik, fordert von Ippen und der Geschäftsführung einen Tarifvertrag und angepasste einheitliche Lohnzahlungen. Wenige Tage später wurde das komplette Ressort FR+ (Multimedia-App) aufgelöst, der Klimapodcast wurde eingestellt und drei junge Journalisten wurden entlassen.

## Ippen Investigativ
Im Sommer 2019 übernahm Ippen den deutschen Ableger des US-Portals Buzzfeed als „Ippen Investigativ“. Im Oktober 2021 kam Ippen in die Kritik, als er eine Veröffentlichung über den damaligen Bild-Chefredakteur Julian Reichelt verhinderte (bevor dieser am 18. Oktober 2021 von seinen Aufgaben entbunden wurde). In einem Protestbrief beklagten Mitarbeiter einen „Vertrauensbruch“: Das Veto Ippens widerspreche „allen Regeln der unabhängigen Berichterstattung“. Sollten sich die Vorwürfe erhärten, sei dies laut Deutschem Journalisten-Verband (DJV) „ein massiver Eingriff in die redaktionelle Unabhängigkeit und die innere Pressefreiheit der Redaktion“. Nachdem der Fall für größte Aufmerksamkeit sorgte, äußerte sich der Verleger in einem schriftlichen Interview mit der taz. Einerseits bedauerte er seine Entscheidung. Er habe die Situation falsch bewertet. „Die ungeheuerlichen Vorgänge bei Bild hätten bei uns auch eine Erstveröffentlichung erfordert.“ Andererseits sieht er die Medienberichterstattung weiterhin kritisch: „Es ist nicht gut, wenn eine Redaktion über die andere schreibt, ein sogenannter Pressekrieg“. Die taz schrieb, dass die Entscheidung des Verlegers auf Geschäftsinteressen beruhen könnte: In einer Ippen-Druckerei wurde noch bis Ende des Jahres eine Teilauflage der Bild gedruckt. Außerdem seien die Verlage in München Konkurrenten. Im Januar 2022 verließ das vierköpfige Investigativ-Team des Ippen-Netzwerks (Daniel Drepper, Marcus Engert, Katrin Langhans, Juliane Löffler) aufgrund des Zerwürfnisses das Unternehmen geschlossen.

## Ehrungen und Auszeichnungen
- 1992: Bayerischer Verdienstorden[24]
- 2004: Publizistikpreis der Landeshauptstadt München als Herausgeber des Münchner Merkur und der tz
- 2010: Bayerischer Printmedienpreis (Ehrenpreis des Bayerischen Ministerpräsidenten)[25]
- 2011: Luther-Rose[26] für gesellschaftliche Verantwortung und Unternehmercourage (vergeben von der Internationalen Martin Luther Stiftung)
- 2017: Medaille für besondere Verdienste um Bayern in einem Vereinten Europa[27]
- 2020: Sonderpreis für das Lebenswerk des Branchendienstes Kress (Kress-Preis)[28]

## Vermögen
Das Vermögen von Dirk Ippen wird auf der Liste der 500 reichsten Deutschen vom deutschen Manager-Magazin  mit ca. 550 Millionen Euro angegeben (Stand 2014).

## Publikationen
- Die GmbH & Co. KG als Inhaberin sämtlicher Gesellschaftsanteile ihrer allein persönlich haftenden GmbH-Komplementärin. Dissertation, Münster 1967.
- Herausgeber: Des Sommers letzte Rosen. Die 100 beliebtesten deutschen Gedichte. Beck, München 2001, ISBN 3-406-48199-X.
- Herausgeber: Jeder Atemzug für Dich. Die 100 beliebtesten deutschen Liebesgedichte. 2. Auflage. Beck, München 2003, ISBN 3-406-50352-7.
- Herausgeber: Von guten Mächten wunderbar geborgen. Die 100 schönsten geistlichen Lieder und Gedichte. 2. Auflage. Beck, München 2005, ISBN 3-406-53582-8.
- Herausgeber: Wattenmeer, Weltnaturerbe, Dolomiten. Verlag Soltau-Kurier-Norden, Norden 2010, ISBN 978-3-939870-39-5.
- Herausgeber: Franz Rapp: Goethe und München. Klinkhardt und Biermann Verlag, München 2014, ISBN 978-3-943616-17-0.
- Mein Leben mit Zeitungen. Frankfurter Societäts-Medien GmbH, Frankfurt am Main 2019, ISBN 978-3-95542-368-1 (Autobiografie).

### Audio
- Dirk Ippen wird 80. Die Erfolgsgeschichte eines Verlegers, von Brigitte Baetz, Deutschlandfunk 13. Oktober 2020, Audio-Version